# Camilla (Georgie)
Camilla je město v Mitchell County, v Georgii, ve Spojených státech amerických. V roce 2011 žilo ve městě 5364 obyvatel.

## Demografie
Podle sčítání lidí v roce 2000 žilo ve městě 5669 obyvatel, 1994 domácností a 1405 rodin. V roce 2011 žilo ve městě 2507 mužů (46,8%), a 2857 žen (53,2%). Průměrný věk obyvatele je 36 let.